# 洪村“长寿古里”题刻
洪村“长寿古里”题刻，位于江西省上饶市婺源县（旧属安徽省徽州府）清华镇洪村的八字形入口门坊上。因洪村的村民多长寿者，得名“长寿古里”。其上方画“钟馗点律令”，“降下右虎青龙兴，护我家门永安康”。
门坊两边的墙上，镶嵌两方村规民约，即两禁碑（禁赌碑、养生碑）。
洪村“长寿古里”题刻已列为上饶市文物保护单位。